# 香西之長
香西 之長（こうざい ゆきなが）は細川京兆家の内衆。摂津住吉郡守護代。

## 概要
『建内記』嘉吉3年（1443年）8月9日条によると、香西五郎右衛門尉摂津国住吉郡堺北庄の領主であり、内裏御厨子所率分の同庄警固得分五分一を本所に対し請け負っている。同六月一日条によれば、之長は京兆家の分国である摂津国の住吉郡守護代であったという。
『経覚私要抄』文安4年（1447年）閏2月16日条では五郎左衛門尉とあり、この時までに昇任している。
文明年間に摂津国住吉郡の郡守護代を務めた香西元忠や子の香西元継、香西長祐は末裔であると考えられる。